# Sierlijke schildwants
De sierlijke schildwants (Eurydema ornata) is een wants uit de familie Pentatomidae.

## Uiterlijk
De sierlijke schildwants is 7 tot 9 mm lang. Ze zijn rood gekleurd met zwarte vlekken. Maar er is ook wit-gele kleurvariëteit. Het halsschild (pronotum) heeft zes zwarte vlekken, die in elkaar kunnen overlopen. Het schildje (scutellum) heeft alleen een grote zwarte vlek. De dekvleugels hebben een zwarte haakvormige vlek en kleine vlek kort voor het zwarte membraan. Langs de zijrand van het abdomen (connexivum) zijn enkele kleine zwarte vlekjes. En er zijn donkere vlekken langs de rand van het corium (buitenste deel van de dekvleugels).
Hij lijkt op de scharlaken schildwants (Eurydema dominulus), die ook enkele zwarte stippen op het connexivum heeft, maar geen zwarte vlekken langs de rand van de dekvleugels en de zuidelijke koolschildwants (Eurydema ventralis), die een rood zwart geblokte of wit zwart geblokt connexivum heeft.

## Verspreiding en habitat
De soort komt voor in Europa, Noord-Afrika, Zuid-en Oost-Azië. Het geeft de voorkeur aan open gebieden met lage vegetatie. In Nederland zijn ze zeldzaam.

## Leefwijze
De sierlijke schildwants zuigt vooral op planten uit de kruisbloemenfamilie (Brassicaceae), zoals Kruidkers (Lepidium), radijs (Raphanus) of kool (Brassica).  
De volwassen wantsen overwinteren.

## Galerij
|  |  |  |  |